# Urosigalphus mexicanus
Urosigalphus mexicanus är en stekelart som beskrevs av Gibson 1972. Urosigalphus mexicanus ingår i släktet Urosigalphus och familjen bracksteklar. Inga underarter finns listade i Catalogue of Life.